# Akupara Maculae
Akupara Maculae è una formazione geologica presente sulla superficie di Tritone, il principale satellite naturale di Nettuno; il suo nome deriva da quello della tartaruga che, secondo la mitologia indiana, regge le sorti del mondo.